# Anthonotha obanensis
Anthonotha obanensis là một small rau đậu cây gỗ thuộc họ Fabaceae. Đây là loài đặc hữu của Nigeria.
Chúng hiện đang bị đe dọa vì mất nơi sống.